# Johan Falkberget
Johan Falkberget, născut ca Johan Petter Lillebakken, (n. 30 septembrie, 1879 – d. 5 aprilie, 1967) a fost un scriitor norvegian.
Povestirile și romanele sale au tentă istorico-religioasă sau evocă viața aspră a minerilor norvegieni.

## Opera
- 1907: Munții negri ("Svarte Fjelde")
- 1917: Holocaust ("Brændoffer")
- 1923: A patra pază de noapte ("Den fjerde nattevakt")
- 1927: Christianus Sextus
- 1940: Pâinea nocturnă ("Nattens Brød")